# Cryptotis tamensis
Cryptotis tamensis är en däggdjursart som beskrevs av Neal Woodman 2002. Cryptotis tamensis ingår i släktet pygménäbbmöss och familjen näbbmöss. IUCN kategoriserar arten globalt som livskraftig. Inga underarter finns listade i Catalogue of Life.
Denna näbbmus förekommer i bergstrakter i östra Colombia och västra Venezuela. Den lever i regioner mellan 2300 och 3300 meter över havet. Arten vistas i molnskogar, i andra bergsskogar och i buskstäppen Páramo. Kanske besöker den liksom nära besläktade arter odlingsmark.